# استیون سوندهایم
استیون جاشوا سوندهایم (انگلیسی: Stephen Joshua Sondheim؛ ‎/ˈsɒndhaɪm/‎؛ زاده ۲۲ مارس ۱۹۳۰ – درگذشته ۲۶ نوامبر ۲۰۲۱) آهنگساز و ترانه‌سرای اهل ایالات متحده آمریکا بود که به خاطر همکاری در تئاترهای موزیکال برنده یک جایزه اسکار، هشت جایزه تونی (بیشتر از هر آهنگساز دیگری) از جلمه جایزه ویژه تونی برای یک عمر دستاورد تئاتر، چندین جایزه گرمی و یک جایزه پولیتزر شده‌است.
فرانک ریچ از نیویورک تایمز وی را «بزرگترین و شاید سرشناس‌ترین فرد در تئاتر موزیکال» نامیده‌است. کارهای پرآوازه وی به عنوان آهنگساز و ترانه‌سرا شامل آرایشگر شیطانی خیابان فلیت، کمپانی، و یکشنبه در پارک با جرج هستند. همچنین وی ترانه‌سرای داستان کناره غربی و کولی: یک حکایت موزیکال نیز بوده‌است.